# Luciana Blomberg
Luciana Blomberg Demichelli (Lima, 14 de diciembre de 1992) es una actriz y presentadora de televisión peruana.

## Filmografía

### Televisión
| Año       | Título                       | Rol                                  | Notas                                             |
| --------- | ---------------------------- | ------------------------------------ | ------------------------------------------------- |
| 2001-2002 | Mil oficios                  | Milagros                             | Rol secundario                                    |
| 2002-2003 | Qué buena raza               | Vanessa                              | Rol secundario                                    |
| 2013      | Ponte play                   | Ella misma                           | Participante (ganadora)                           |
| 2013      | Historia detrás de la muerte | Lucy Smith                           | Rol secundario (1 episodio)                       |
| 2013      | Solamente milagros           | María Fernanda Sánchez               | Rol principal                                     |
| 2014      | Al fondo hay sitio           | Magdalena Buenavista                 | Rol recurrente                                    |
| 2016      | Amores que matan             | Cindy                                | Rol principal Episodios: «Chicas I» y «Chicas II» |
| 2017      | Esto es guerra               | Ella misma                           | Participante invitada                             |
| 2017-2021 | De vuelta al barrio          | Sofía de los Ángeles Bravo Gutiérrez | Rol protagónico                                   |
| 2020-2021 | Aprendo en casa              | Ella misma                           | Presentadora de la secuencia Promo 2020, la pre   |
| 2023-2024 | Papá en apuros               | Julieta Olaya Segura                 | Rol protagónico                                   |
| 2025      | La Rosa de Guadalupe Perú    | Rosaura                              | Protagonista (Episodio: «Amar cuesta arriba»)     |
| 2025      | El Gran Chef Famosos         | Ella misma                           | Ganadora                                          |

### Cine
- Microbús (2014)
- Guerrero (2016)
- Amigos en apuros (2018)
- Sebastiana, la maldición (2019)
- ¿Quién dijo Detox? (2022)
- Busco novia (2022)